# Мечниковы
Мечниковы — дворянский род валашских (молдавских) воевод.
Происходят от энциклопедиста и полиглота Николая Милеску-Спафария (1636—1708), который в 1671 году был направлен иерусалимским патриархом Досифеем в Москву и остался в России по приглашению Артамона Матвеева, высокопоставленного лица при царе Алексее Михайловиче, ведавшего иностранными делами.
Внук Николая Милеску Юрий Стефанович Милеску-Спафарий эмигрировал в Россию вместе с Дмитрием Кантемиром в 1711 году после неудачного похода Петра в Дунайские княжества. В России он поменял фамилию Спэтару (Спафарий) на Мечников. Фамилия «Мечников» — это калька молдавского Спэтару, или «spadă are», «имеющий меч», «мечник».
Евграф Ильич Мечников (1770—1836) — сенатор; его внук Илья Иванович Мечников (1810—1878) — гвардейский офицер, помещик.
Род Мечниковых внесён в VI и III части родословной книги Харьковской губернии.

## Описание герба
В.у. 24 апреля 1870 г. герб Мечникова Евграфа, полковника:
В красном поле золотая голова зубра с серебряными рогами и чёрными глазами. Над правым рогом в правом верхнем углу серебряная пятиконечная звезда, над левым рогом в левом верхнем углу серебряный полумесяц рогами вправо.
Над щитом дворянский коронованный шлем. Нашлемник: вытянутая вверх рука в золотых латах держит серебряный меч. Намёт справа красный золотом, слева красный серебром.

## Известные представители
- Мечников, Валерьян Валерьянович (1879—1944) — советский военный инженер, учёный в области теоретической механики и баллистики.
- Мечников, Евграф Ильич (1770—1836) — горный инженер, государственный и горнозаводской деятель, сенатор.
- Мечников, Илья Ильич (1845—1916) — русский и французский физиолог и патолог, один из основоположников эволюционной эмбриологии, лауреат Нобелевской премии.
- Мечников, Лев Ильич (1838—1888) — швейцарский географ, социолог, революционер-анархист и публицист.